# 泰山市
泰山市，山东省旧市名。
1958年6月由泰安县城区部分析置。同年12月撤销，与泰安县合并，设为泰安市（县级）。 